# Тетриндол
Тетриндол (англ. Tetrindole) — оригинальный советский антидепрессант, обратимый ингибитор моноаминоксидазы типа А. По структуре и спектру действия сходен с пиразидолом и инказаном.   Антидепрессивное (тимоаналептическое) действие препарата сочетается со стимулирующим воздействием на ЦНС.
По состоянию на 2012 год препарат не зарегистрирован в качестве лекарственного средства.

## Общая информация
По химической структуре тетриндол близок к пиразидолу, отличается наличием в положении 8 пиразинокарбазолового ядра циклогексильного радикала вместо группы СН3.
По фармакологическим свойствам тетриндол близок к пиразидолу. Он также является обратимым краткодействующим избирательным ингибитором МАО типа А. Препарат активно ингибирует дезаминирование норадреналина и серотонина и в меньшей степени — тирамина, что практически исключает опасность развития «сырного» (тираминового) синдрома.
Тетриндол не оказывает холинолитического действия. Подобно пиразидолу ослабляет депримирующие эффекты резерпина, потенцирует эффекты фенамина, L-дофа, 5-окситриптофана.
Препарат быстро всасывается при приёме внутрь, легко проникает через гематоэнцефалический барьер, обнаруживается в тканях мозга в относительно высоких концентрациях.
Важной особенностью лечебного действия тетриндола является относительно быстрое наступление эффекта. В отличие от других антидепрессантов, влияние которых проявляется через 7—10 дней и позже, действие тетриндола отмечается в ряде случаев через 2—3 дня от начала лечения.
В спектре действия тетриндола сочетается стимулирующее (психоэнергезирующее) и собственно антидепрессивное (тимолептическое) влияние.
Препарат назначают при депрессиях различного генеза: эндогенных и психогенных (реактивные, невротические), депрессиях, обусловленных органическими поражениями головного мозга, при депрессивных нарушениях у больных хроническим алкоголизмом.
Применение тетриндола предпочтительно при депрессивных состояниях циклотимического уровня (простой меланхолический синдром, астенические и адинамические расстройства, депрессии с идеаторной и двигательной заторможенностью, депрессивные нарушения с преимущественно ипохондрической симптоматикой).
В клинике алкоголизма тетриндол применяют при астенодепрессивных состояниях, адинамических субдепрессиях, протекающих с пониженным настроением, подавленностью, апатией, повышенной утомляемостью при отсутствии выраженной тревоги, бессонницы, дисфорических нарушений, и вне периода острой абстиненции.
Назначают тетриндол внутрь в виде таблеток, начиная с дозы 0,025—0,05 г (25—50 мг) на прием, 2 раза в сутки (утром и днем) с постепенным (в течение 1—2 нед) повышением дозы индивидуально в зависимости от эффективности и переносимости до 0,2—0,4 г (200—400 мг) в сутки. Подбор оптимальных доз, продолжительность лечения зависят от характера и течения болезни, эффективности и переносимости препарата.
В отдельных случаях при лечении тетриндолом возможны обострение чувства тревоги, сухость во рту, головная боль. При приёме препарата в вечернее время возможно нарушение сна. Осложнений, подобных «сырному» синдрому, при использовании тетриндола практически не наблюдается.
Тетриндол противопоказан при воспалительных заболеваниях почек и печени в период обострения, а также при острой алкогольной абстиненции.

## Противопоказания
Тетриндол обычно хорошо переносится, в том числе больными пожилого и старческого возраста. Отсутствие холинолитических свойств позволяет назначать препарат при сопутствующей глаукоме, аденоме предстательной железы и других заболеваниях, при которых противопоказаны трициклические антидепрессанты (амитриптилин, имипрамин), оказывающие антихолинергическое действие.